# Austrochiltonia australis
Austrochiltonia australis is een vlokreeftensoort uit de familie van de Chiltoniidae. De wetenschappelijke naam van de soort is voor het eerst geldig gepubliceerd in 1901 door Sayce.